# Circonduzione
Nelle scienze motorie, la circonduzione è un esercizio che consiste in un movimento rotatorio di un arto attorno alla propria articolazione. 
Il verbo circondurre significa espressamente "far ruotare", ad esempio le braccia. Infatti, questo è un movimento tipico delle enartrosi, quali, ad esempio, l'articolazione della spalla e dell'anca.